# Campionatul Nord-American și Caraibian de Handbal Feminin
Campionatul Nord-American și Caraibian de Handbal Feminin, prescurtat Campionatul NorCa este una din cele mai importante competiții de handbal feminin pentru națiuni din America de Nord și Caraibe și este organizat  începând cu anul 2015. Anterior, competiția conta ca turneu de calificare pentru Campionat Panamerican de Handbal Feminin, însă începând din 2018, când Federația Panamericană de Handbal a fost împărțită în două entități, câștigătoarea Campionatul Nord-American și Caraibian se califică direct la Campionatul Mondial.

## Istoric
Primele două ediții ale competiției au avut loc în 2015 și 2017, ambele fiind găzduite de Puerto Rico. Echipele clasate pe primele locuri s-au calificat la edițiile din acei ani ai Campionatului Panamerican de Handbal Feminin.
Congresul IHF, desfășurat pe 11 noiembrie 2017 în orașul turc Antalya, a dezbătut și aprobat cu 15 voturi pentru și unul împotrivă propunerea președintelui IHF, Hassan Moustafa, de a împărți Federația Panamericană în două asociații sportive continentale separate. Congresul a modificat articolul 10.2 al statului IHF în sensul măririi numărului federațiilor continentale de la 5 la 6. Astfel, Federația Panamericană de Handbal a fost transformată în Confederația Nord-Americană și Caraibiană de Handbal, respectiv Confederația Central și Sud-Americană de Handbal, având drept scop:
„O sporire a activităților handbalistice în toate domeniile - rezultând din avantajele financiare datorate distanțelor mai scurte și reducerii costurilor de călătorie; banii economisiți vor spori activitatea handbalistică în toate domeniile.”
Un motiv invocat de președintele Moustafa pentru înființarea unei Confederații Nord-Americane separate a fost acela că „piața nord-americană este decisivă pentru dezvoltarea handbalului mondial și pentru poziția handbalului mondial”.
Federația Panamericană de Handbal s-a opus deciziei adoptate de IHF și a utilizat toate căile de apel prevăzute de regulamentele Federației Internaționale de Handbal. În final, Federația Panamericană a atacat decizia IHF la Tribunalul de Arbitraj Sportiv de la Lausanne, care i-a dat dreptate, declarând „nulă și neavenită” hotărârea IHF de la congresul din Antalya, însă Federația Internațională a refuzat să-și anuleze planul de a împărți asociația panamericană în două confederații, motivând că:
„În conformitate cu articolul 19.1.1 al statutului IHF, aceasta este deținătoarea originală a tuturor drepturilor emanând din competiții. Deci, IHF își menține poziția de a organiza viitoare campionate de calificare în Confederațiile Nord-Americană și Caraibiană, respectiv Central și Sud-Americană.”
În consecință, fostul Campionat Panamerican de Handbal Feminin a încetat să mai existe începând din anul 2018, fiind înlocuit cu Campionatul Nord-American și Caraibian, respectiv cu nou-înființatul Campionat Central și Sud-American. De asemenea, câștigătoarea Campionatului Nord-American și Caraibian se va califica direct la Campionatul Mondial din anul respectiv.
Ediția din 2019 a competiției se va desfășura în luna mai. Federația de handbal a Statelor Unite și-a exprimat intenția de a găzdui turneul.

## Listă campionate
| Ediție | Țară gazdă  | Aur         | Argint        | Bronz                |
| ------ | ----------- | ----------- | ------------- | -------------------- |
| 2021   |             |             |               |                      |
| 2019   | Mexic       | Cuba        | Puerto Rico   | Groenlanda           |
| 2017   | Puerto Rico | Puerto Rico | Statele Unite | Republica Dominicană |
| 2015   | Puerto Rico | Cuba        | Mexic         | Statele Unite        |

## Clasament pe medalii
| Locul | Naționala            |   |   |   | Total |
| ----- | -------------------- | - | - | - | ----- |
| 1     | Cuba                 | 2 |   |   | 2     |
| 2     | Puerto Rico          | 1 | 1 |   | 2     |
| 3     | Statele Unite        |   | 1 | 1 | 2     |
| 4     | Mexic                |   | 1 |   | 1     |
| 5     | Republica Dominicană |   |   | 1 | 1     |
| 5     | Groenlanda           |   |   | 1 | 1     |

## Țară gazdă
|   | Națiune     | Gazdă | Anii       |
| 1 | Puerto Rico | 2     | 2015, 2017 |
| 2 | Mexic       | 1     | 2019       |

## Istoria Participărilor
| Echipă                     | Locul ocupat | Locul ocupat | Locul ocupat | Locul ocupat | Total |
| 2015                       | 2017         | 2019         | 2021         |              |       |
| -------------------------- | ------------ | ------------ | ------------ | ------------ | ----- |
| Antigua și Barbuda         | −            | −            |              |              |       |
| Bahamas                    | −            | −            |              |              |       |
| Barbados                   | −            | −            |              |              |       |
| Canada                     | −            | −            |              |              |       |
| Insulele Cayman            | −            |              |              |              |       |
| Sfântul Cristofor și Nevis | −            | −            |              |              |       |
| Cuba                       | 1            | −            | 1            |              | 1     |
| Dominica                   | −            | −            |              |              |       |
| Republica Dominicană       | −            | 3            |              |              | 1     |
| Grenada                    | −            | −            |              |              |       |
| Groenlanda                 | 4            | 4            | 3            |              | 2     |
| Guadelupa                  | −            | −            |              |              |       |
| Haiti                      | −            | −            |              |              |       |
| Jamaica                    | −            | −            |              |              |       |
| Martinica                  | 6            | −            |              |              | 1     |
| Mexic                      | 2            | −            |              |              | 1     |
| Puerto Rico                | 5            | 1            | 2            |              | 2     |
| Sfânta Lucia               | −            | −            |              |              |       |
| Statele Unite              | 3            | 2            |              |              | 2     |
| Trinidad și Tobago         | −            | −            |              |              |       |
| Insulele Virgine           | −            | −            |              |              |       |